# Corynitis penicillalis
Corynitis penicillalis là một loài bướm đêm trong họ Noctuidae.